# Maynor René Suazo
Maynor René Suazo Antunez (* 10. August 1979 in San Pedro Sula) ist ein ehemaliger honduranischer Fußballspieler. Maynor René Suazo ist wie sein gleichaltriger Cousin David Suazo vielfacher honduranischer Nationalspieler. In der österreichischen Bundesliga kam er 113 mal zum Einsatz. Er gilt als technisch versiert und kämpferisch, aber auch als heißblütig und damit anfällig für gelbe und rote Karten.

## Karriere
Der defensive Mittelfeldspieler wechselte im Jahr 2000 von CD Marathón aus Honduras nach Österreich zum SV Austria Salzburg. Im Jahr 2002 wurde er für ein Jahr an CD Olimpia verliehen. Maynor wurde als einer von nur wenigen Spielern auch nach der Übernahme des Vereins durch Red Bull im Jahr 2005 nicht abgegeben, wechselte aber schon im März 2006 leihweise zum norwegischen Erstligisten Brann Bergen. In Norwegen konnte er sich allerdings nicht als Stammspieler empfehlen und wechselte daraufhin im Sommer 2006 zum türkischen Klub Antalyaspor. Zur Saison 2007/08 wurde er für ein Jahr nach Deutschland an den 1. FC Köln ausgeliehen, wo er besonders im Saisonfinale mit kämpferischem Einsatz zu einem wichtigen Bestandteil des Aufstieges wurde. Im Sommer 2008 kehrte er für eine Saison nach Antalyaspor zurück, absolvierte aber kein einziges Spiel für die Türken. Nachdem er die gesamte Saison 2009/10 vereinslos war, verpflichtete ihn Atlético Veragüense im Sommer 2010. Nach einer kurzen Zeit bei Veragüense wurde er noch 2010 vom honduranischen Verein Hispano FC verpflichtet, wo er bis 2011 blieb. Im Sommer 2011 wechselte er dann innerhalb Honduras zu Atlético Choloma. Seine Karriere beendete Suazo im Sommer 2012 mit 32 Jahren.

## Erfolge
- 1 × Österreichischer Vizemeister mit dem FC Red Bull Salzburg 2006
- 1 × Teilnahme am UEFA-Cup mit dem SV Austria Salzburg 2003/04
- 1 × Aufstieg in die 1. Bundesliga mit dem 1. FC Köln 2008